# Duncan McLaren
Duncan McLaren (12 janvier 1800 - 26 avril 1886) est un homme politique et écrivain politique du Parti libéral écossais. Il est membre du conseil municipal d'Édimbourg, puis Lord Provost, puis député pour la circonscription d'Édimbourg.

## Biographie
Né à Renton, Dunbartonshire, Duncan McLaren est le plus jeune des dix enfants de John McLaren et Catherine McLellan. En dehors de deux années de scolarité, il est autodidacte. Après l'école, il est apprenti chez un marchand à Dunbar. En 1824, il crée sa propre entreprise de draperie à Édimbourg. Il devient membre du conseil municipal en 1833. Il devient trésorier en 1837 et constate que les finances du bourg royal sont dégradées et que la capitale écossaise est en faillite. Son travail sort Édimbourg de la ruine financière. En 1835, il lance l'enseignement gratuit pour toutes les classes et un programme de construction de treize écoles.
Il est élu Lord Provost d'Édimbourg en 1851. McLaren est un libéral et soutient la campagne contre les Corn Laws de John Bright, l'ouverture de Meadows au public et la création de l'Industrial Museum (maintenant le National Museum of Scotland). McLaren est également gouverneur de la fiducie Heriot Free School .
En 1865, il est élu l'un des deux députés d'Édimbourg, poste qu'il occupe jusqu'à sa retraite 16 ans plus tard. À Westminster, il se montre un député consciencieux et intelligent, et acquiert une position d'une telle autorité sur les questions liées à l'Écosse qu'il est appelé « député pour l'Écosse » . Il vit alors à Newington House .
Il vit à Newington House, Édimbourg, de 1852 jusqu'à sa mort en 1886. Il est enterré (avec la plupart de sa famille) dans le cimetière de St Cuthbert au cœur d'Édimbourg. Son immense monument se trouve contre le mur est de la première extension sud du cimetière, juste en dessous du château d'Édimbourg.

## Famille
McLaren s'est marié trois fois.
En 1829, il épouse Grant Aitken  (1805-1833). Après sa mort, il épouse Christina Gordon Renton (1813-1841). Enfin, en 1848, il épouse Priscilla Bright (1815-1906) sœur de John Bright et Margaret Bright Lucas, qui lui survit vingt ans. Ses trois femmes sont enterrées avec lui.
Il est le père de John McLaren (Lord McLaren) (fils de sa première épouse), Agnès McLaren, Katherine McLaren (mère de F.S. Oliver (en)) (avec sa seconde épouse Christina Renton), puis Charles McLaren (1er baron Aberconway), Helen Priscilla McLaren et Walter McLaren (avec sa troisième épouse Priscilla Bright McLaren).